# Miloš Mikeln
Miloš Mikeln (né le 23 mai 1930 à Celje – mort le 2 avril 2014) est un écrivain, dramaturge et journaliste yougoslave puis slovène. Il était le président du PEN club pour la Slovénie. En 1984, il fonde le Comité des écrivains pour la paix, qu’il dirigera pendant la première année d’existence. Le comité existe toujours au sein du PEN club, il sert de lieu de dialogue interculturel et littéraire.

## Œuvres
Prose
- Veliki voz, roman, 1992
- Poročnik z Vipote, roman, 2002
- Mesto ob reki, nouvelles, 2008

Théâtre
- Dež v pomladni noči, drame, 1955
- Atomske bombe ni več, œuvre de jeunesse, 1956
- Petra Šeme pozna poroka, comédie, 1957
- Golobje miru, comédie, 1960
- Strip strup denarja kup, œuvre de jeunesse, 1964
- Stalinovi zdravniki, drame, 1972
- Afera Madragol, comédie, 1977
- Miklavžev večer, comédie, 1998

Satire
- Jugoslavija za začetnike, 1967
- Kako se je naša dolina privadila svobodi, 1973
- Adolfa Hitlerja tretja svetovna vojna in kratki kurz vladanja za začetnike, 1980
- Zgaga vojvodine Kranjske, 1985
- Poročilo delovne skupine za ruiniranje države in kratki kurz Vladanje za srednjo (usmerjeno) stopnjo, 1989